# 20th Century Masters – The Millennium Collection: The Best of L.A. Guns
20th Century Masters – The Millennium Collection: The Best of L.A. Guns är ett samlingsalbum av L.A. Guns, utgivet 2005. Till skillnad från de flesta av de tidigare släppta samlingsalbumen innehåller detta endast originalinspenlingar och inga nyinspelningar. 
Låtarna på albumet är tagna från bandets fyra första album.

## Låtlista
1. "Sex Action" – 3:41
2. "One More Reason" – 3:07
3. "Electric Gypsy" – 3:26
4. "Rip & Tear" – 4:13
5. "Never Enough" – 4:13
6. "The Ballad of Jayne" – 4:33
7. "Over the Edge" – 5:42
8. "Kiss My Love" – 4:42
9. "Crystal Eyes" – 5:53
10. "It's Over Now" – 4:10
11. "Face Down" – 4:12
12. "Long Time Dead" – 3:22